# Billy Robinson (Saxophonist)
Billy Robinson (* 31. Mai 1939 in Fort Worth, Texas; † 11. August 2005 in Ottawa, Ontario) war ein US-amerikanischer Jazzmusiker (Tenorsaxophon).

## Leben und Wirken
Robinson spielte zu Beginn seiner Karriere u. a. mit John Carter, Ornette Coleman und Dewey Redman. Mitte der 1960er-Jahre lebte er in San Francisco; anschließend zog er nach New York, wo er 1969–70 mit Charles Mingus arbeitete, ohne jedoch mit ihm aufzunehmen. Ende der 1960er-Jahre konvertierte er zum Islam und war für den Rest seines Lebens praktizierender Muslim. Er zog nach Montreal, wo er 1970 seine erste Frau heiratete; aus der Ehe ging der gemeinsame Sohn Zurvan hervor. 1974 heiratete er Suzanne Cyr, mit der er 1978 nach Ottawa zog und auf lokaler Ebene sporadisch auftrat. Robinsons erstes Album unter eigenem Namen, Evolution’s Blend entstand 1972 in Ontario für Radio Canada International; außerdem war er bei Aufnahmen von Archie Shepp (Attica Blues, Impulse! 1972) und Sadik Hakim (Grey Cup Caper 1973) beteiligt. Nach Tom Lord war er zwischen 1972 und 1998 an sechs Aufnahmesessions beteiligt. Er starb 2005 an den Folgen eines Herzinfarktes.

## Diskographische Hinweise
- Evolution’s Blend (1972), mit Pierre Leduc, Peter Leitch, Errol Walters, Jim Norman
- Doubt Dropping (Tocma, 1991), mit Jean Beaudet, Steve Watson, Nasyr Abdul Al-Khabyr
- A Short Turn to the Future (Tocma, 1998), mit Dave Restivo, Roddy Elias, Jim Vivian, Martin August